# Ahmad ibn Tulun

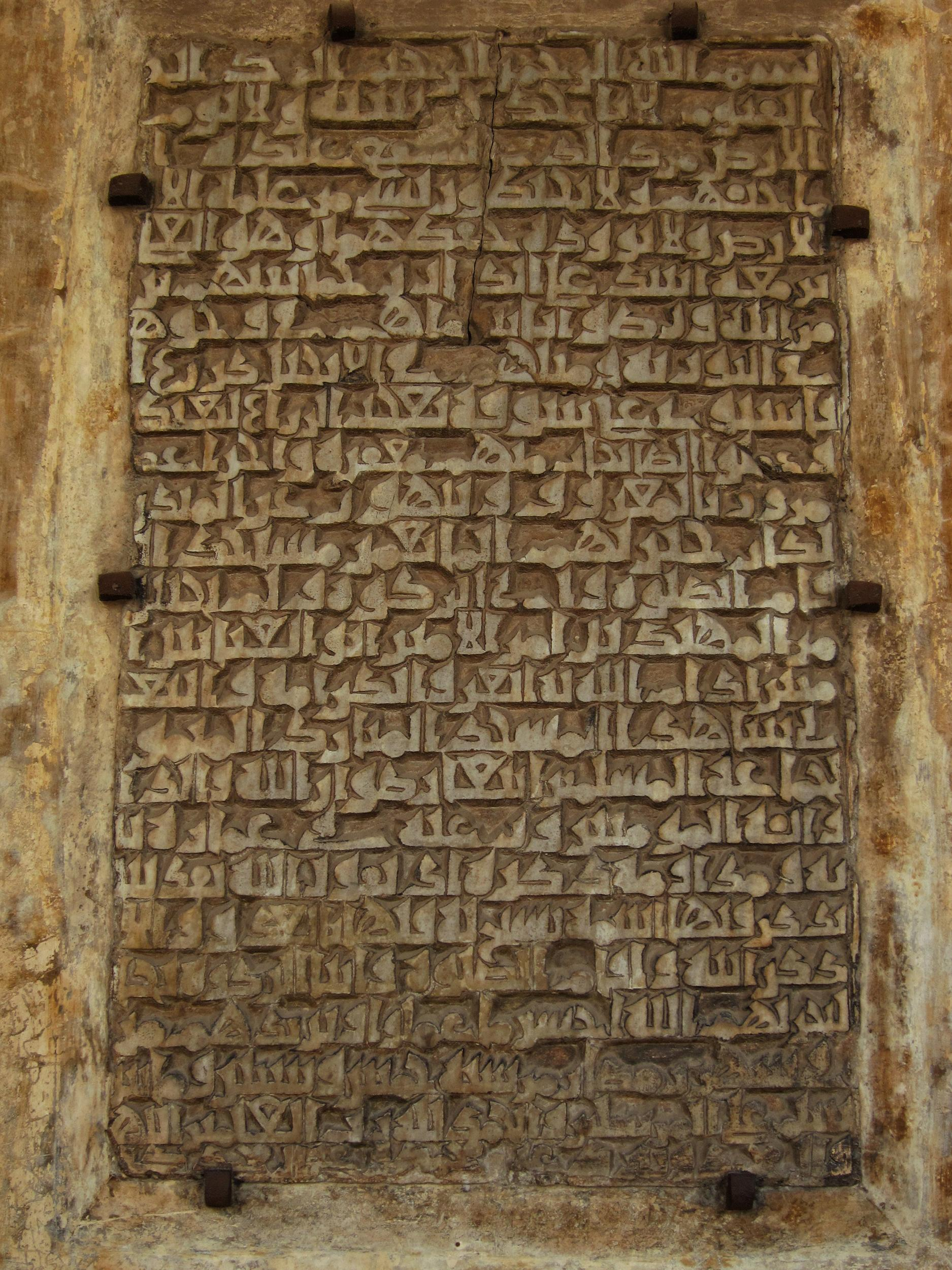
Kufische Inschrift in der Ibn-Tulun-Moschee

Ahmad ibn Tulun (arabisch أحمد بن طولون, DMG Aḥmad b. Ṭūlūn; * 835; † Mai 884 in al-Qatai) war der Begründer der muslimischen, türkischstämmigen Tuluniden-Dynastie in Ägypten und regierte von 868 bis 884.
Ahmad ibn Tulun – oder besser ibn Dolun (türkischer Name mit der Bedeutung Vollmond) – hatte als türkischer Militärsklave (Mamluk) am Bürgerkrieg zwischen den Kalifen al-Mu'tazz und al-Musta'in teilgenommen und letzteren in die Verbannung 866 begleitet. Nach der Ermordung von al-Mustain wurde Ahmad als stellvertretender Statthalter für einen türkischen Machthaber in Samarra nach Ägypten entsandt.
Bald hatte er seine Stellung in Ägypten so gefestigt, dass er ab 868 die fälligen Steuern nicht mehr an die Kalifen abführte. Diese Gelder ermöglichten ihm, durch den Ausbau von Bewässerungsanlagen und den Aufbau einer Flotte, die ägyptische Wirtschaft zu fördern. Außerdem betrieb er eine umfangreiche Bautätigkeit. Beispiele dafür sind die zwischen 876 und 879 errichtete Ibn-Tulun-Moschee in dem von ihm neu gegründeten Qatai nördlich von Fustat (heute Kairo), sowie die Erweiterung des Hafens von Akko. Ahmad ibn Tulun versuchte den großen Einfluss der christlichen Kopten in der Verwaltung zu Gunsten der Muslime zurückzudrängen. Sehr erfolgreich kann er aber damit nicht gewesen sein, da die Kopten die Verwaltung bis ins 11. Jahrhundert dominierten.
Ahmad war ein großer Freund der Kochkunst; viele überlieferte ägyptische Gerichte und Gewürzmischungen sollen durch ihn selbst kreiert worden sein.
Die prosperierende Wirtschaft ermöglichte Ahmad ibn Tulun den Aufbau eines großen Heeres, mit welchem er 875 Barka (Cyrenaika) besetzte. 878 eroberte er Syrien und Kilikien. Als er in Mesopotamien eindringen wollte, inszenierte der abbasidische Regent al-Muwaffaq eine Revolte seines Sohnes Abbas. In der Folgezeit misslang nicht nur die Unterwerfung Mekkas, sondern es ging die Herrschaft über Kilikien wieder verloren.
Ahmad ibn Tulun starb im Mai 884. Seine Bedeutung ist vor allem darin zu sehen, dass Ägypten unter ihm, erstmals seit den Ptolemäern, ein unabhängiges Reich wurde. Nachfolger Ibn Tuluns wurde sein Sohn Chumarawaih (884–896).